# Église Saint-Marc de Caixas
Pour les articles homonymes, voir église Saint-Marc.
L'église Saint-Marc de Caixas est une construction de style préroman située sur le territoire de Caixas dans le département français des Pyrénées-Orientales.

## Situation
| \| Église Saint-Marc de Caixas \| Situation par rapport aux sites préromans des Pyrénées-Orientales. |
| Église Saint-Marc de Caixas                                                                          |

L'église Saint-Marc est située sur les versants du mont Helena.

## Histoire
Une église dédiée à saint Cucufat (en catalan sant Cugat) est mentionnée à Caixas dès 1020. Dédié ensuite à saint Marc ses vestiges subsistent toujours sur les versants du mont Helena.
Au XIIIe siècle l'église paroissiale est bâtie à un kilomètre de là, près de l'actuelle mairie. Mentionnée en 1271 comme ecclesia S. Jacobi et Cucuphati de Quaxas elle semble encore dédiée, comme la précédente, à saint Cucufat.

## Architecture
L'église Saint-Marc se présente comme un édifice préroman du Xe siècle à abside rectangulaire, surélevé au XIe siècle et fortifié deux ou trois siècles plus tard.